# Arenophilus osborni
Arenophilus osborni är en mångfotingart som beskrevs av Gunthorp 1913. Arenophilus osborni ingår i släktet Arenophilus och familjen storjordkrypare. Inga underarter finns listade i Catalogue of Life.